# Per Eric Nordquist
Per Eric Nordquist, folkbokförd Nils Per-Eric Alfson Nordquist, född 24 december 1940 i Arvika, död 17 juni 2002 i Örebro, var en svensk TV- och radioproducent, programledare och författare.
Han var programledare för en rad olika underhållningsprogram i radio och tv. Några av alla hans succéer genom åren var "Café Örebro", "Sveriges magasin", "Hallå Sverige", "Hallå bilist", "Lördans" och "Sommarnöje". Han arbetade tillsammans med Lil Terselius som programledare för "Teatercaféet" från Örebro. 1992 utsågs han till Filipstads ambassadör. Han gav också ut ett antal böcker.
Sin utbildning skaffade han sig vid Uppsala universitet där han tog en fil. mag. 1967 och vid University of Florida i USA där han blev MA 1968. Vid Sveriges riksradio anställdes han som producent 1968 men övergick till TV 2 Örebro år 1992.
Nordquist är gravsatt i minneslunden på Längbro kyrkogård. Han var från 1980 gift med Britt-Marie Nordquist (född 1949) som han hade två tvillingdöttrar med.

## Filmografi
- 1993 – Morsarvet (TV-serie)
- 1981 – Sopor
- 1981 – Göta kanal